# Pagaia

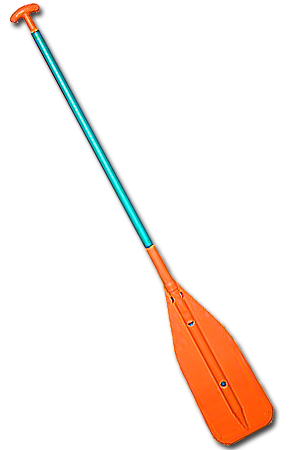
Pagaia semplice composta da: (dall'alto) oliva, manico e pala (o foglia)

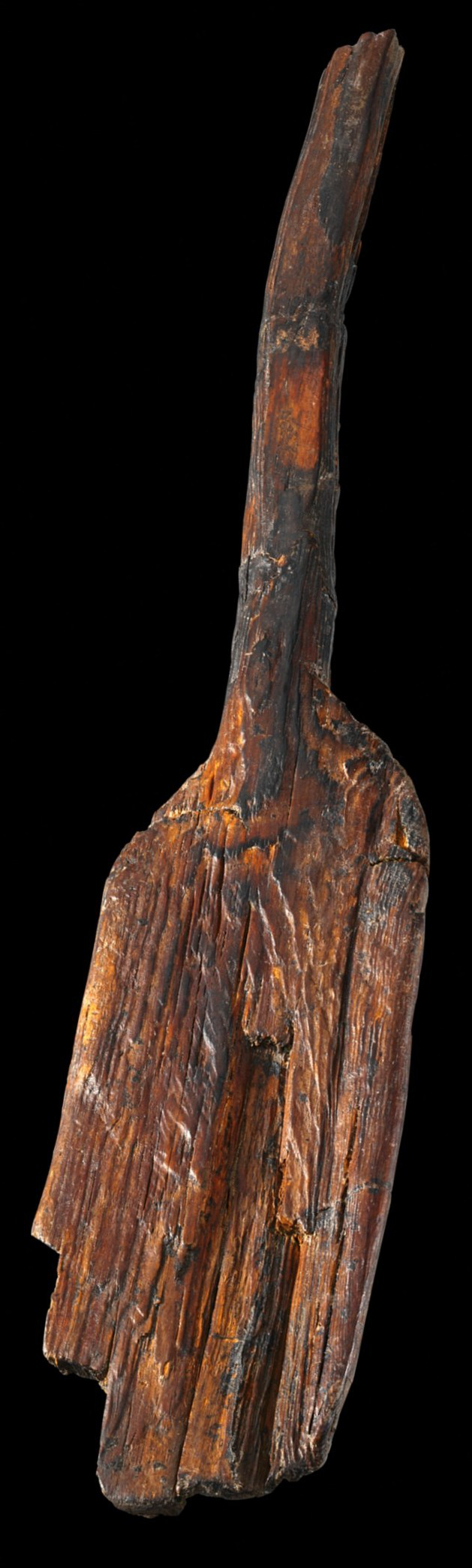
Una pagaia di epoca mesolitica, circa 6200 a.C.

La pagaia (detta anche pagaja) è lo strumento che permette di manovrare e muovere una canoa, una piroga, un kayak, un raft, un canotto o, più generalmente, una barca.

## Descrizione
Una pagaia si distingue da un remo per il fatto che, diversamente da quest'ultimo, la pagaia non ha un appoggio (scalmo) che la vincola allo scafo. La pagaia è infatti tenuta nelle mani del canoista e manovrata senza ricorrere ad appoggi sul fianco o su altre parti della canoa.

## Tipologia
Si distinguono due tipi principali di pagaia:
- La pagaia semplice, che viene usata dai canoisti specializzati nella canadese o nel rafting, è composta da un'unica pala (chiamata anche foglia) posta a una delle due estremità del manico. All'estremità opposta, il manico è provvisto di un'impugnatura chiamata oliva, che permette di tenere più facilmente la pagaia.
- La pagaia doppia, utilizzata dai kayakisti, ha due pale alle estremità opposte del manico.
  - Pagaia doppia dritta Le due pale di una pagaia doppia possono essere sullo stesso piano (come nel caso della pagaia inuit)
  - Pagaia doppia incrociata, formano un angolo tra di loro attorno al manico per facilitare certe manovre nei fiumi o ridurre la resistenza al vento nel mare quando l'altra pala è immersa. Nel kayak olimpico le due pale sono sfasate in genere con un angolo che varia dai 70 agli 80 gradi. Nella canoa polo è molto diffusa l'angolatura a 90°, soprattutto fra i portieri ma non solo.

Pagaia doppia incrociata di kayak, (a) vista dall'alto, (b) vista assiale; da quest'ultima è possibile vedere come (in questo caso) le due pale, per effetto della sfasatura, non siano sullo stesso piano.

## Materiali
La pagaia può essere costruita con diversi materiali:
- in legno è usata principalmente per bambini o amatori, è molto pesante, ma in acqua non fa molta resistenza. Occorre lavarla bene se usata in acqua salata.
- in plastica è stata ideata a risparmio esclusivamente per canoe estive e amatoriali. Non richiede attenzioni particolari.
- in fibra di carbonio è a un livello molto avanzato, è usato solo per pagaie ad uso agonistico e competitivo. Nelle pagaie bipala possiede su ogni pala una arricciatura che permette una maggiore presa in acqua e quindi un maggiore sforzo da parte dell'atleta che la maneggia.